# ジョン・リンジー (第6代クロフォード伯爵)
第6代クロフォード伯爵ジョン・リンジー（英語: John Lindsay, 6th Earl of Crawford、1513年9月9日没）は、スコットランド貴族。リンジー氏族の一員であり、フロドゥンの戦いで戦死した。

## 生涯
初代モントローズ公デイヴィッド・リンジーと1人目の妻エリザベス・ハミルトン（Elizabeth Hamilton、初代ハミルトン卿ジェイムズ・ハミルトンの娘）の次男として生まれた。1489年9月16日に兄アレグザンダーが寝床で殺害されたが、これを黙認したとされる。その後、1493年6月15日に裁判所から兄の遺産継承者としての認定を受けた。1495年12月25日に父が死去すると、クロフォード伯爵位を継承した。
1493年、マリオット・ヒューム（Mariot Home、1534年1月16日以降没、第2代ヒューム卿アレグザンダー・ヒュームの娘）と結婚したが、嫡出子はもうけなかった。
1504年3月13日にスコットランド王国議会の会議に出席した。
1513年9月9日、フロドゥンの戦いでスコットランド王ジェームズ4世とともに戦死、ダンディーで埋葬された。嫡出子がおらず、叔父アレグザンダーが爵位を継承した。